# لويس بيتانكور
لويس بيتانكور (بالإنجليزية: Luis Betancur)‏ (30 مارس 1995 بباركلاند في الولايات المتحدة - ) هو لاعب كرة قدم أمريكي في مركز الهجوم.

## وصلات خارجية
- لويس بيتانكور على موقع قاعدة بيانات كرة القدم.إي يو (الإنجليزية)